# Storia della medicina araba
La storia della medicina araba è in buona parte legata all'Islam anche se in essa è stato inglobato tutto il patrimonio di conoscenze empiriche acquisite in età preislamica (la cosiddetta medicina del Profeta)
Dalla seconda metà dell'VIII secolo fino alla fine dell'XI secolo durante il periodo degli Abbasidi, l'arabo, che divenne presto per l'Oriente quello che il latino e il greco erano per l'Occidente, fu forse la principale lingua scientifica dell'umanità.
La religione, che ebbe tanta parte nella trama della conquista araba, ebbe anche una parte di primo piano nello sviluppo della medicina araba, che in realtà araba fu più che altro per il veicolo linguistico in cui fu espressa ma non per una prevalenza etnica, visto che ad essa contribuirono possentemente i Persiani, i Siriaci, i mesopotamici, i Copti, gli ebrei convertiti e non, l'elemento indiano, centro-asiatico e berbero nordafricano. Ad essi potranno essere aggiunti infine i Cinesi.

## Il primo periodo
Nell'anno 431 il Concilio di Efeso depose Nestorio dal suo incarico di patriarca di Costantinopoli e lo scomunicò con i suoi seguaci, poiché affermavano che la madre di Gesù non era la madre di Dio.
I nestoriani si ritirarono ad Edessa in Asia Minore dove fondarono una scuola che fiorì e divenne in breve tempo famosa.
Successivamente, in quanto considerati eretici, furono vigorosamente combattuti da Ciro, vescovo di Alessandria, che li perseguitò senza sosta e nell'anno 489 fece chiudere la scuola e disperse gli insegnanti.
Molti maestri e studenti accettarono però l'asilo loro offerto dal re Kobad di Persia ed emigrarono a Jundishapur in cui vi era già un'università fondata nell'anno 340 dal re Shapur II, e in seguito durante il regno di Cosroe I (531-579 d.c) la città divenne uno dei più grandi centri intellettuali del mondo.
Jundishapur era all'altezza della sua gloria e reputazione quando gli arabi invasero la Persia e la occuparono nel 636 d.C.
La struttura accademica, invece di essere turbata dagli invasori, fu incoraggiata e aiutata e ben presto divenne il più grande centro del sapere medico del mondo islamico e tale rimase fino a che Baghdad, due secoli dopo, non ne trasse via i più grandi maestri per costituire la sua Bayt al-Ḥikma.
I nestoriani in questo periodo avevano tradotto numerose opere greche in siriaco, la lingua della scuola medica, affinché gli studenti potessero familiarizzare con gli scritti di Ippocrate, Galeno e di altri medici greci soprattutto della scuola di Alessandria.
Secondo il cronista arabo al-Qifti(1172-1248 d.c), i nestoriani prendevano il buono da ogni antica osservazione e ad esso aggiungevano le proprie.
È certo che nel grande ospedale di Jundishapur, chiamato Bimaristan e poi Maristan, veniva data grande importanza all'insegnamento pratico, condotto al capezzale del letto del malato.

### Primo medico arabo
Il primo medico arabo del quale abbiamo qualche notizia è stato al-Ḥārith b. Kalada al-Thaqafī, nato a Ta'if vicino alla Mecca e morto nel 670 d.C., si dice avesse studiato medicina a Gondeshapur.

Dopo aver esercitato la professione per molti anni in Persia, ove tra i suoi pazienti poté annoverare lo stesso Shahanshah sasanide Cosroe II, ritornò nell'Arabia natale, dove divenne medico e amico del profeta Maometto.

### Periodo omayyade
Il primo intervento mirante a rafforzare le precarie conoscenze mediche, fu quello di Khālid b. Yazīd b. Muʿāwiya (668 ca ‒ 704 ca), figlio del secondo califfo omayyade Yazīd I e mancato califfo egli stesso, a causa delle preferenza accordata dalla vasta famiglia omayyade, nel raduno di al-Jābiya, al ramo omayyade marwanide rappresentato da Marwān b. al-Ḥakam.

È probabilmente però leggendario che Khālid abbia ordinato ad alcuni studiosi egiziani di tradurre in arabo opere greche e copte di alchimia, medicina e astronomia e che avesse egli stesso studiato alchimia grazie al monaco bizantino Maryānos.
Occorre ricordare che in quei tempi, a un medico ebreo persiano di Bassòra, di nome Masarjawayh o Masarjoyah, viene attribuito il merito di aver tradotto dal siriaco un’opera greca di un prete alessandrino, di nome Ahrūn (Aronne), che in lingua araba fu intitolata al-Kunnāsh (che in siriaco significa “Sommario medico”). 

Esso era articolato su 30 capitoli dallo stesso Autore - anch'egli alessandrino - che visse all’epoca del basileus Eraclio I tra il 610 e il 641. 

Il Kunnāsh fu tradotto all’epoca del califfo Marwān b. al-Ḥakam (784–785) e di esso parla Ibn Abī Uṣaybiʿa nel suo ʿUyūn al-anbāʾ fī ṭabaqāt al-aṭibbāʾ che affermava che qualche uomo della corte di ʿUmar II avesse trovato il Kunnāsh nella bottega di un libraio di Damasco e che il califfo avesse impartito subito istruzioni affinché fosse reso pubblico e accessibile al grande pubblico.

### Periodo abbaside
Dopo il periodo omayyade, l'Islam si diffuse verso Oriente e ciò determinò un cambiamento del centro decisionale stesso del Califfato, che con al-Manṣūr si trasferì a Baghdad, fino ad allora un trascurabile villaggio dell'Iraq ajamī (Iraq non-arabo).
In un primo tempo il califfato ebbe sede a Medina, poi per breve periodo a Kufa e infine a Damasco. Nel 776 esso fu trasferito a Baghdad, e Gradualmente la città attrasse gli uomini di cultura di Jundishapur e divenne centro medico e "capitale scientifica" dell'Islam.
L'epoca d'oro islamica si fa generalmente coincidere con il periodo che va dall'anno 750 all'anno 850. Fu soprattutto in questi anni che gli Arabi realizzarono il meglio delle loro conoscenze materiali e intellettuali, grazie al poderoso concorso dei Persiani allora convertitisi in massa.
Nella medicina fu in prevalenza un periodo di traduzione di testi e di compilazione.
Due califfi in questo periodo furono celebri protettori del sapere: Hārūn al-Rashīd (763-809 d.C.) (reso popolare dalla silloge favolistica delle Mille e una notte) che era stato fondatore del primo ospedale di Baghdad, e il figlio al-Maʾmūn (786-883 d.c) il quale con la Bayt al-Ḥikma, sosteneva che era la ragione e non la superstizione che doveva essere alla base della fede.
Costui per la sua tolleranza e generosa protezione del sapere fu acerbamente attaccato dai musulmani oltranzisti, che lo consideravano addirittura un miscredente.

Sotto l'impulso dei due califfi Baghdad divenne il centro culturale del mondo islamico e nell'anno 1160 poteva già contare 60 ospedali, i più grandi dei quali avevano  biblioteche mediche.
I cronisti islamici ci hanno lasciato accurate descrizioni circa la loro amministrazione: Il medico capo e i chirurghi tenevano lezioni e dimostrazioni per gli studenti che poi esaminavano e a cui rilasciavano diplomi, se idonei.

### Ibn Bakhtīshūʿ, Mesuè il Vecchio, Ḥunayn ibn Isḥāq
Il vero grande progresso in campo medico avvenne in età abbaside, quando a Gond-e Shāpūr operava con somma perizia il cristiano assiro Jirjīs b. Bakhtīshūʿ, la cui nomea era già tale da essere invitato dal secondo califfo abbaside al-Manṣūr per curare una patologia difficile da guarire.

Furono tali le sue capacità da indurre al-Manṣūr a trattenerlo con tutti gli onori a Baghdad, anche se dovette dopo vari anni rassegnarsi a farlo tornare in patria - su richiesta di Jirjīs - ma carico di ricchezze e di una fama del tutto meritata.
Tra gli allievi di Jirjīs b. Bakhtīshūʿ figurava a Gond-e Shāpūr un suo correligionario, Yūhannā b. Māsawayh, (777-857), che in Occidente sarà noto come Mesuè il Vecchio o Janus Damascus. 

Ibn Māsawayh imitò il Maestro e si recò quindi a Baghdad, diventando subito l'oftalmologo e il medico privato del visir barmecide del califfo Hārūn al-Rashīd, nipote di al-Manṣūr.

Fu un fecondo traduttore e compilatore, oltre che autore di numerose opere originali, sulla dietetica, sui rimedi medici, sulle febbri, sulla flebotomia, sui disturbi dello stomaco, sul catarro, sui bagni, sulle affezioni della voce, sulle malattie ginecologiche, sulla diarrea, sulle coliche e sull'alchimia.

Le sue opere, specialmente quelle che trattano della dietetica e dei rimedi, sono state molto lette dagli studiosi europei nel corso di tutto il Medioevo.
In questo stesso periodo, il visir del califfo (e suo fratello di latte), Yahya ibn Khalid - appartenente alla famiglia visirale dei Barmecidi - affidò al medico indiano Mikna il compito di tradurre dalla sua lingua opere di medicina, delle quali il Sarat è sopravvissuto fino ai nostri giorni, mentre per le traduzioni dal greco ebbe occasione di mettersi in luce un allievo di Ibn Māsawayh, Ḥunayn b. Isḥāq, diventato noto nell'Occidente cristiano come Johannitius o Johannitius Onan.
Anche Ḥunayn b. Isḥāq (809-873) era un cristiano, nativo della città di al-Hira, che si trasferì prima a Jundishapur e in seguito a Baghdad.

Qui divenne il più celebre e fecondo dei traduttori e col figlio Isḥāq b. Ḥunayn e il nipote Ḥubaysh b. al-Ḥasan b. al-Aʿsam, tradusse dal greco in arabo tutte le opere di Galeno, di Paolo di Egina, la Materia medica di Dioscoride e l'intero “Corpus Hippocraticum”.
Le sue opere originali sono numerose come le sue traduzioni e hanno uno stile fluido, esatto nei dettagli e molto accurato. Le sue opere furono più di 100 e tra le più conosciute vi sono: ”Questioni di Medicina”, ”Dieci trattati sull'occhio”, il più antico testo sistematico di oftalmologia conosciuto, e infine l'“Isagoge”, un'introduzione alla medicina che dà un completo quadro del sistema medico di Galeno.

### Le origini dell'alchimia araba
Nella storia della medicina araba Jabir ibn Hayyan, nato nell'813 d.C. ebbe una parte molto importante, seppur non appariscente, come padre dell'alchimia araba.
Molti dei termini adoperati nella chimica moderna sono di origine araba, specialmente le parole alchimia, alcool, alcali, alambicco e aldeide.
I farmacisti arabi, o "sandeloni", introdussero un gran numero di rimedi naturali: la sena, la canfora, il muschio, la mirra, il tamarindo, la noce moscata, i chiodi di garofano, l'ambra grigia e il mercurio per ricordarne alcuni.
Furono gli stessi Arabi a creare nuovi solventi come l'acqua di rose e di arancio e il tragacanto e inoltre conoscevano già gli effetti anestetici della cannabis.
L'alchimia anche se fallì in uno dei suoi scopi principali, cioè la scoperta della “pietra filosofale” (sostanza capace di trasformare i metalli in oro), ha dato importanti risultati come la scoperta di nuove sostanze chimiche come gli acidi minerali, il bismuto, l'antimonio, il fosforo, lo zinco e l'ammoniaca. La stessa parola elisir deriva dall'arabo al-iksīr.

### Al Kindi
Al-Kindi (813-873), conosciuto in occidente come Alkindus, divenne medico dei califfi al-Maʾmūn e al-Mu'tasim a Baghdad.

Egli si distinse anche come filosofo, astronomo e matematico e le sue opere sono più di 200, tra cui 22 di medicina.
La sua opera medica più conosciuta fu quella riguardante la preparazione e il dosaggio delle medicine, tradotta più tardi in latino sotto il nome di Liber de medicamentis compositis.

Al-Kindi è stato considerato dai suoi contemporanei come la mente più grande del suo tempo.
Con Rāzī la medicina araba passa dal periodo delle traduzioni a quello dell'originalità.

### Razi
Abū Bakr Muḥammad b. Zakariyyāʾ al-Rāzī (841-926) nacque vicino a Teheran e fu una delle più grandi figure e senza dubbio la più originale della medicina araba.
Fu un grande clinico e un grande studioso e le sue descrizioni delle malattie si pongono allo stesso livello qualitativo di quelle di Ippocrate. 
Si dice che nei primi anni della sua vita fu musicista, fisico e chimico e che non iniziò ad accostarsi alla medicina fino al quarantesimo anno, studiando poi con Ali ibn Rabban al-Tabari(838-870) che conosceva bene la medicina greca e la cui opera “Il paradiso della sapienza” fu un compendio di scienze mediche molto apprezzato.
Rāzī si fece velocemente stimare per le sue qualità e ben presto fu a capo dell'ospedale di Rayy.
Essendosi distinto in questo luogo fu messo a capo di uno dei grandi ospedali di Baghdad.
Risentì fortemente dell'influenza sia di Ippocrate sia di Galeno ma dimostrò in ogni caso grande originalità e indipendenza. La sua erudizione era ampia e profonda e la sua produzione scientifica fu straordinaria, includendo 237 opere, la metà delle quali era di argomento strettamente medico.

La più apprezzata di esse fu il “Compendium” (che in Occidente fu tradotto Continens) che era un'enciclopedia di medicina e chirurgia in 25 libri.
Una parte dell'opera intitolata “Resoconti illustrativi di pazienti” contiene usa serie di storie di casi con le loro diagnosi che mostrano in modo inconfutabile l'acume clinico dell'autore.
Il grande medico vedendo pus nelle urine in un paziente che soffriva di brividi e di febbri intermittenti, diagnosticò un'infezione ai reni che curò con successo mediante l'uso di diuretici.
L'opera più originale di Rāzī, conosciuta molto anche dai medici moderni, fu il “Trattato del vaiolo e del morbillo”, la prima monografia scritta su questo argomento dopo il Kunnāsh di Ahron di Alessandria. Quest'opera contiene una magistrale descrizione del quadro clinico di entrambe le malattie con un'accurata discussione sulle diagnosi e suggerimenti per una cura sana e razionale.
Tra le altre opere di Rāzī ricordiamo: ”Della pietra nella vescica e nel rene” e “Malattie dei bambini”, opera che ha indotto molti a considerarlo padre della pediatria.

Oltre che alla medicina è stato anche interessato molto alla chimica e il suo grande “Libro dell'arte” (di alchimia) è stato scoperto solo pochi anni fa nella biblioteca di un principe indiano.
In questo scritto l'autore classifica le sostanze chimiche in vegetali, animali e minerali. Ma il suo amore per la chimica riguardava specialmente il punto di vista medico e infatti a lui si deve l'introduzione degli unguenti mercuriali.
Un altro grande nome è stato quello di ʿAlī ibn ʿAbbās al-Majūsī (929-994 d.c) noto all'Europa con il nome di Haly Abbas. Egli è ricordato particolarmente per il suo “Sistema di Medicina” conosciuto dalla traduzione latina con il nome “Liber regius”.

Questa è stata la prima opera araba tradotta in latino e la traduzione fu fatta da Costantino l'Africano. Questo libro godette di grande popolarità al suo tempo per la chiarezza della espressione ma la sua reputazione venne in seguito oscurata quando apparve il “Canone” di Avicenna. 

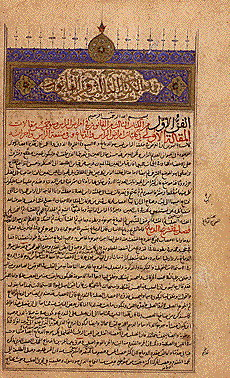
"Canone di Avicenna"

Molti critici lo ritengono il più pratico e il più chiaro trattato scritto di medicina araba.
Esso contiene un'interessante critica delle prime opere mediche greche e arabe: trova Ippocrate troppo conciso e talvolta oscuro, Galeno troppo verboso e il “Compendium “ di Rāzī poco accessibile per la sua enorme mole e per il suo costo per il quale non era alla portata della maggior parte dei medici.

### Avicenna
L'autore dell'opera era Ibn Sina (980-1038) il cui nome è stato cambiato dagli scrittori medievali in Avicenna.

La storia della sua vita risuona quasi come quella di un eroe leggendario.
Nacque a Balkh, in Persia, ed era figlio di un esattore delle tasse; fu così precoce che all'età di 10 anni conosceva il Corano a memoria e già giunto all'età di 18 anni era riconosciuto come un grandissimo medico e chiamato pure a curare l'Emiro Nūḥ ibn Manṣūr, che per la gratitudine gli diede pieno accesso alla sua biblioteca che conteneva migliaia di manoscritti rari.
Morì a soli 58 anni ma la sua vita fu piena di eventi e di duro lavoro.
Scrisse moltissimi libri su vari argomenti tra cui teologia, metafisica, astronomia, filologia, poesia e medicina.
Tutti i suoi libri furono oscurati dal suo grande “Canone”, "il più famoso testo di medicina che sia stato mai scritto" e"la Bibbia medica per un periodo più lungo in confronto ad ogni altra opera" (Osler).
Con questa opera Avicenna ha tentato di codificare tutte le conoscenze mediche esistenti.
Molte delle cure descritte sono gemme di espressione e di lucido ragionamento logico.
Egli tratta dei veleni minerali, animali e vegetali, della rabbia, della flebotomia, del cancro della mammella, delle malattie della pelle, del parto, in breve spaziò su tutto il campo medico.
Inoltre parlando del parto fece notare la dimestichezza dei medici arabi con il forcipe.
Avicenna ha anche dato un eccellente quadro clinico della meningite, ha descritto la nefrite cronica e la paralisi facciale notandone di due tipi quella di origine centrale e quella di origine periferica; descrisse la stenosi pilorica e l'ulcera gastrica.
Parla anche dettagliatamente dell'ittero con particolare cura, osservando che può essere il risultato di occlusione, di distruzione del sangue o di tossine provenienti dal morso di serpenti o insetti.
Conosceva pure la dilatazione e il restringimento dell'iride, ha descritto i sei muscoli motori dell'occhio e ha discusso le funzioni dei dotti lacrimali.
Il grande autore musulmano Niẓāmī-i Arudī di Samarcanda, scrivendo nel XII secolo, disse del “Canone” "Per colui che si è reso padrone del primo volume di esso, nulla rimane nascosto circa la teoria generale e i principi della medicina".

### I medici minori
Un altro medico importante fu Ibn al-Nafīs, chiamato dagli scrittori latini Annafis.
Studiò medicina a Damasco e scrisse una grande enciclopedia medica, più altre 12 opere mediche.
Nel suo “Commento all'anatomia di Avicenna” ha descritto la piccola circolazione.
Isaac Judaeus, o Isacco l'Ebreo, era nato in Egitto ove si distinse come oculista, studiando in modo particolare l'oftalmia e il tracoma. Scrisse parecchi libri tra i quali: Libro sui cibi e rimedi semplici, Libro sull'orina e il Libro sulla febbre che è il più conosciuto.
Ebbe così tanta fama che ad Oxford e Parigi faceva parte insieme alle opere di Ippocrate e Galeno del curriculum del medico.

Troviamo anche Muhammad Husayn Nurbhakshi Baha al-Dawla, nato a Rey, che scrisse la Khulāsat al-Tajarib. Questa opera contiene un'eccellente descrizione della pertosse.

## Il califfato occidentale
Cordova nel X secolo era la città più civile d'Europa: aveva una popolazione di circa 1.000.000 di abitanti, 300 moschee, 70 biblioteche e 50 ospedali.
È ovvio che una città come questa e un'atmosfera del genere doveva produrre grandi medici.
La scuola del califfato occidentale si opponeva alle scienze mediche di Avicenna e non obbediva ai dettami del “Canone”.
Essa subiva tra l'altro l'influenza dell'Europa occidentale e mostrava preferenze per la concisione, la brevità e l'esattezza in contrasto con le prolisse sottigliezze di pensiero e di espressione preferite dai sapienti orientali.
I grandi medici del califfato occidentale furono meno numerosi di quelli del corrispettivo orientale ma ebbero nell'Europa latina una più vasta eco.

### Albucasis
Abu l-Qasim conosciuto come Albucasis, il più grande chirurgo dell'Islam, era nato nella Spagna islamica, a Madinat al-Zahra' vicino a Cordova nel 936.

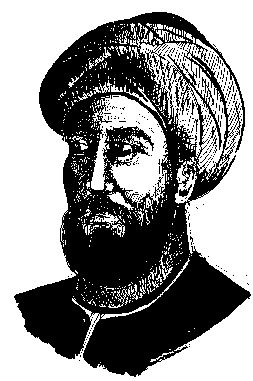
Albucasis

Non si hanno particolari biografici della sua vita ma ci sono pervenute molte delle sue opere e dei suoi contributi dati al progresso medico.
La principale opera di Albucasis è il suo al-Tasrīf o “Il Metodo”, un'enciclopedia di medicina e chirurgia in 30 libri.
L'ultimo libro “Della chirurgia” fu la prima opera indipendente di chirurgia e il primo trattato chirurgico illustrato: esso contiene le figure di più di 200 strumenti chirurgici.
Albucasis ha descritto la ciste idatidea e l'emofilia, l'operazione per curare il cancro alla mammella, ha messo in guardia contro le metastasi, ha consigliato la legatura e la cauterizzazione dei vasi sanguinanti ed ha descritto la cura delle fratture con la riduzione e l'immobilizzazione.
Inoltre ha descritto il forcipe ostetrico e la posizione ostetrica che oggi si chiama “posizione di Walcher”. L'influenza di questo chirurgo fu enorme. Guy de Chauliac lo definisce il "restauratore della chirurgia".
La disposizione dell'opera, la chiara dizione e le lucide spiegazioni hanno contribuito al suo grande successo tanto da essere citato da medici e chirurghi europei più spesso dello stesso Galeno.
Però una tale influenza non fu benefica perché Alcucasis, scrivendo una trattazione della chirurgia che apparve separata dall'opera medica principale, ha involontariamente alimentato la tendenza a separare i medici dai chirurghi.

### Avenzoar
Un altro grande pensatore dell'Islam nonché eminente medico fu Ibn Zuhr, noto in Occidente come Avenzoar (1091-1161). Nacque a Siviglia e fu il più grande clinico del califfato occidentale amante della praticità e non delle sottigliezze metafisiche; questo spiega anche il motivo per cui non ebbe una grande considerazione del “Canone” di Avicenna.

La sua opera principale è l'al-Taysīr fī l-mudāwāt wa l-tadbīr (Libro della semplificazione sulle terapie e la dieta): un trattato di medicina clinica. In questa opera Avenzoar dice che il medico deve farsi guidare dall'esperienza e non dalla speculazione. Egli descrive metodi per la preparazione di medicine e diete e fornisce una buona descrizione clinica della pericardite sierosa e dell'ascesso del mediastino, del quale egli stesso fu affetto.

Descrisse inoltre le operazioni per i calcoli renali e per la tracheotomia.

Descrisse pure con molti particolari le malattie dell'occhio e adoperò nelle operazioni la mandragora, il cui principio attivo è l'atropina.
Con Ildegarda di Bingen gli è stato attribuito il merito di avere scoperto e descritto per primo l'acaro della scabbia.

### Averroè
Ibn Rushd (1126-1198), noto in Europa come Averroè, viene considerato sotto molti aspetti l'Avicenna del califfato occidentale.

Nato a Cordova studiò filosofia, giurisprudenza e medicina con un particolare impegno per la prima diventando uno dei più noti commentatori di Aristotele. Anche se la sua fama di filosofo è maggiore di quella di medico anche lui ha contribuito al progresso delle scienze mediche. La sua opera medica principale è il Colliget, un riassunto delle scienze mediche in 7 libri. Esso inizia con una breve descrizione del corpo umano seguita da una trattazione delle funzioni dei vari organi.
Poi l'autore tratta delle malattie dapprima generali e poi specifiche per ogni organo; fa seguito una parte in cui descrive i segni della malattia e infine descrive la febbre e i giorni critici.
Vi è anche una piccola parte dedicata ai veleni, ai rimedi, alla dieta e alla cura di alcune malattie.
Inoltre Averroè fa un'osservazione assai pertinente sul vaiolo, facendo notare che questa malattia si manifesta nel malato una sola volta nella vita.

### Maimonide
Il famoso allievo di Averroè, Mūsā ibn Maymūn, conosciuto dai posteri con il nome di Maimonide (1135-1208) era nato a Cordova durante gli ultimi giorni del brillante califfato di Cordova.
La più conosciuta delle sue opere di medicina è il “Libro dei consigli”, una serie di lettere sulla dieta e sull'igiene personale, scritta per il figlio di Saladino.

Egli tradusse anche tutto il Canone di Avicenna in ebraico.

### Il crollo del califfato omayyade di Cordova
L'estinzione del califfato omayyade nel 1031 e la presa di Cordova nel 1148, segnarono la fine della scienza e della medicina araba nel califfato occidentale. Ciò causò grave dissesti nel campo medico ma la conquista cristiana di Cordova, di Siviglia nel 1248 e di Granada nel 1492, consentì all'Occidente cristiano di assorbire gran parte delle conoscenze della cultura medica islamica.

## Il crollo del califfato orientale
I Mongoli di Hulagu Khan presero Baghdad il 13 febbraio 1258.

Ottocentomila abitanti vennero uccisi e la maggior parte dei manoscritti scientifici vennero distrutti.
E inoltre come se non fosse già abbastanza tutti gli studiosi vennero assassinati senza pietà.
Secondo Browne: "Non è forse mai accaduto che una civiltà così grande e così splendida venisse così rapidamente distrutta nel fuoco e nel sangue".
Per cinque secoli l'impero islamico aveva goduto della più elevata cultura del mondo, in un periodo in cui l'Europa era immersa nell'ignoranza e nelle barbarie.

Si attribuisce sovente all'Islam il merito di aver tenuta accesa la fiaccola del sapere nelle tristi tenebre del Medioevo e ciò è particolarmente vero per la scienza medica, che gli Arabi studiarono traducendo praticamente tutta la medicina greca, in special modo gli scritti di Ippocrate, Galeno, Paolo di Egina, Dioscoride e molti altri ancora, divulgati indirettamente in tutta l'Europa latina grazie all'impegno di altri traduttori dall'arabo.
E anche se il maggior riconoscimento dato alla medicina islamica è la traduzione non mancano i medici arabi che con originalità di pensiero hanno contribuito poco alla volta al progresso delle scienze mediche.
La medicina araba ha infatti prodotto molti eminenti medici tra i quali Rāzī, del quale non vi è l'eguale tra tutti i clinici della storia, ed Avicenna, uno dei pochi geni universali che conosciamo, che ha come competitore il solo Leonardo da Vinci.

Con uno sguardo retrospettivo osservava Max Meyerhof:
(Ralph H. Mayor, op. cit., pag. 239)